# خوان پدرو پینا
خوان پدرو پینا (انگلیسی: Juan Pedro Pina؛ زادهٔ ۲۹ ژوئن ۱۹۸۵) بازیکن فوتبال اهل اسپانیا است.
از باشگاه‌هایی که در آن بازی کرده‌است می‌توان به باشگاه فوتبال رئال مورسیا اشاره کرد.